# Чимини
Чими́ни (итал. Cimini) — горная гряда в Италии, в области Лацио.

## Этимология
Название горной гряды происходит от названия высочайшей её точки — горы Чимино (1053 м). Название той, в свою очередь, известно с древнейших времён и встречается уже у античных авторов под латинским названием Ciminius mons (в традиционной русской транскрипции — «Циминиус монс»). Так, под этим названием она упоминается в «Энеиде» Вергилия (VII:702; в русском переводе Афанасия Фета — «Цимин гора», в переводе Валерия Брюсова и Сергея Соловьёва — «Кимин», в переводе Сергея Ошерова — «холм Циминский»). Название горы предположительно происходит от проживавшего здесь народа или племени циминов (киминов, чиминов).

## Описание
Горная гряда расположена в провинции Витербо, в области Лацио, в восточной части средней Италии. Гряда является частью Антиапеннин и продолжается к северу горной грядой Вольсини, а к югу — горами Сабатини. Горы находятся к юго-востоку от города Витербо и тянутся до озера Вико. Горы имеют вулканическое происхождение и делятся на две части, относящиеся к двум различным геологическим периодам. Северная часть с потухшим вулканом Чимино, являющимся высочайшей вершиной гряды (1053 м), образовались в четвертичный период и с тех пор подверглись сильной эрозии, так что кратер вулкана уже более не заметен. В южной части гряды находятся более молодые горы, расположенные вокруг озера Вико, представляющего собой кратер потухшего вулкана — основными вершинами этой части  являются горы Подджо-Ниббьо (896 м), Венере  (838 м) и Фольяно (965 м). Вокруг озера Вито создан заповедник. Склоны гор покрыты лесами, среди которых выделяются дубовые рощи и каштаны. Предгорья используются для сельского хозяйства — здесь растят виноград, оливы и орехи.